# 오카와촌 (사가현)
오카와촌(大川村)은 사가현 니시마쓰우라군에 있던 촌이다. 현재의 이마리시의 일부에 해당한다.

## 지리
하타즈강 유역에 위치하였다.

## 역사
- 1889년 4월 1일 - 정촌제 시행에 의해 니시마쓰우라군 오카와촌이 성립하였다.
- 1954년 4월 1일 - 이마리정, 야마시로정, 히가시야마시로촌·구로가와촌·미나미하타촌·하타즈촌·마쓰우라촌과 합병해 이마리시가 신설되어 소멸하였다.

## 교통

### 철도
- 기타큐슈 철도 (현 규슈 여객철도)
  - 지쿠히선

## 참고문헌
- 角川日本地名大辞典 41 佐賀県
- 『市町村名変遷辞典』東京堂出版、1990年。